# Wyżnia Łuczywniańska Szczerbina
Wyżnia Łuczywniańska Szczerbina (słow. Vyšná Lučivnianska lávka) – wąska przełączka znajdująca się w północnej grani Zadniego Gerlacha w słowackiej części Tatr Wysokich. Leży ona w ich głównej grani. Oddziela ona Gerlachowską Turniczkę od Niżniej Wysokiej Gerlachowskiej. Na siodło Wyżniej Łuczywniańskiej Szczerbiny nie prowadzą żadne znakowane szlaki turystyczne.
Ponad Wyżnią Łuczywniańską Szczerbiną góruje niepozorna Gerlachowska Turniczka, która oddziela ją od sąsiedniej Niżniej Gerlachowskiej Przełączki. Obie te przełączki traktowano niegdyś jako jedną i wspólnie figurowały pod nazwą Gerlachowska Przełączka.
Nazewnictwo Wyżniej i Niżniej Łuczywniańskiej Szczerbiny zostało nadane przez taterników. Nazwa ta pochodzi od spiskiej wsi Łuczywna, jednak wieś ta nigdy nie miała żadnego związku z tymi terenami.

## Historia
Pierwsze wejścia turystyczne:
- G. Horváth i Johann Hunsdorfer senior, 5 sierpnia 1905 r. – letnie,
- Pavel Krupinský i Matthias Nitsch, 22 marca 1936 r. – zimowe.